# Aristolochia chiquitensis
Aristolochia chiquitensis är en piprankeväxtart som beskrevs av Pierre Étienne Simon Duchartre. Aristolochia chiquitensis ingår i släktet piprankor, och familjen piprankeväxter. Inga underarter finns listade i Catalogue of Life.